# 성교중절법
성교중절법(性交中絶法, coitus interruptus)은 성교 중 행해지는 피임 방법으로, 인간의 음경이 사정 전에 질에서 빼내어 정액이 질 밖으로 배출되도록 하여 매정을 피하려는 노력이다.
이 방법은 1991년에 전 세계적으로 약 3,800만 쌍의 커플이 사용했다. 성교중절법은 성병으로부터 보호해주지 않는다.

## 역사
아마도 임신을 피하기 위해 성교중절법을 사용했다는 가장 오래된 기록은 토라와 성경에 나오는 오난 이야기일 것이다. 이 문헌은 2,500년도 전에 쓰여졌다고 믿어진다. 고대 그리스와 로마 제국의 고대 문명 사회에서는 작은 가족을 선호했고 다양한 피임 방법을 사용했던 것으로 알려져 있다.:12,16–17 성교중절법이 피임으로 사용되었다고 역사가들이 믿게 만드는 참고 자료들이 있다. 그러나 이 사회들은 피임을 여성의 책임으로 보았으며, 유일하게 잘 문서화된 피임 방법은 여성 통제 장치(효과가 있을 수도 있는 페서리와 주구와 같이 효과가 없을 수도 있는 장치 모두)였다.:17,23
서기 5세기에 로마 제국의 멸망 이후, 유럽에서는 피임 방법의 사용이 줄어들었다. 예를 들어, 피임 페서리의 사용은 15세기까지 다시 문서화되지 않았다. 로마 제국 시대에 성교중절법이 사용되었다면, 그 지식은 제국 멸망 중에 사라졌을 수도 있다.:33,42
18세기부터 현대적인 방법이 개발될 때까지, 성교중절법은 전 세계적으로 가장 인기 있는 피임 방법 중 하나였다.

## 효과
많은 피임 방법과 마찬가지로, 성교중절법의 신뢰할 수 있는 효과는 정확하고 일관된 사용을 통해서만 달성된다. 성교중절법의 관찰된 실패율은 연구 대상 인구에 따라 다르다. 미국 연구에서는 연간 실제 실패율이 15-28%인 것으로 나타났다. 국립 가족 성장 조사(National Survey of Family Growth)의 2006~2010년 주기에 대한 자가 보고 데이터를 기반으로 한 미국 연구에 따르면, 출산 경험 유무에 따라 실패율에 상당한 차이가 있는 것으로 나타났다. 이전 출산 경험이 없는 여성의 12개월 실패율은 8.4%에 불과했으며, 이는 이전 출산 경험이 1명인 여성의 경우 20.4%로 증가했고, 2명 이상인 여성의 경우 27.7%로 다시 증가했다.
1990년부터 2013년까지 43개 개발도상국의 인구 통계 및 보건 조사(Demographic and Health Surveys)를 분석한 결과, 하위 지역 전체의 12개월 실패율 중앙값은 13.4%였으며, 범위는 7.8–17.1%였다. 하위 지역 내 개별 국가의 실패율은 훨씬 더 다양했다. 1968년에서 1974년 사이에 영국과 스코틀랜드 여성들을 대상으로 다양한 피임 방법의 효능을 파악하기 위한 대규모 연구에서는 100 여성년 사용당 6.7건의 실패율을 발견했다. 이는 사용자가 방법을 제대로 사용하지 않은 경우를 포함하는 "일반적인 사용" 실패율이었다. 이에 비해, 경구 피임약의 실제 사용 실패율은 2~8%이며, 자궁 내 장치 (IUD)의 실제 사용 실패율은 0.1~0.8%이다. 콘돔의 실제 사용 실패율은 10~18%이다. 그러나 일부 저자들은 질외사정의 실제 효과가 콘돔의 효과와 유사할 수 있다고 제안하며, 이 분야는 추가 연구가 필요하다. (피임 방법 비교 참조.)
매 성교 시 질외사정을 일관되고 올바르게 사용하는 커플의 경우, 연간 실패율은 4%이다. 이 비율은 쿠퍼액에 정자가 포함될 가능성에 대한 추정에 기반한다. 이에 비해 경구 피임약의 완벽한 사용 실패율은 0.3%, IUD는 0.1~0.6%, 여성용 콘돔은 2%이다.
사정 전에 인간의 음경에서 분비되는 쿠퍼액("Cowper's fluid")에 정자 세포가 포함될 수 있으며, 이는 이 방법의 효과를 저해할 수 있다는 주장이 있다. 그러나 몇몇 소규모 연구에서는 해당 체액에서 생존 가능한 정자를 발견하지 못했다. 결정적인 대규모 연구는 없었지만, 일부에서는 이 방법의 실패 원인이 (올바른 사용 시에도) 이전 사정에서 남은 정자를 쿠퍼액이 묻혀서 옮기는 것이라고 본다. 이러한 이유로, 사정 사이에 남성 파트너가 소변을 봐서 요도에 남은 정자를 씻어내고, 여성의 음부 근처에 닿을 수 있는 물체(손이나 음경 등)에 묻은 정액을 씻어낼 것을 권장한다.
그러나 최근 연구는 이것이 정확하지 않을 수 있음을 시사한다. 2011년 3월에 발표된, 상반되지만 일반화할 수 없는 연구에서는 높은 정자 농도의 개별 사례를 포함한 혼합된 증거를 발견했다. 이전 연구 결과의 한계점은 쿠퍼액 샘플이 중요한 2분 시점 이후에 분석되었다는 것이다. 즉, 2분 후 (샘플이 거의 말랐을 때) 현미경으로 소량의 쿠퍼액에서 운동성 정자를 찾는 것은 검사와 평가를 "극도로 어렵게" 만든다. 따라서 2011년 3월, 연구팀은 27명의 남성 자원자를 모아 쿠퍼액 샘플을 생산 후 2분 이내에 분석했다. 연구자들은 27명 중 11명(41%)의 남성이 정자가 포함된 쿠퍼액 샘플을 생산했으며, 이 중 10개 샘플(37%)에 "상당한 양"의 운동성 정자(즉, 최소 100만 개에서 최대 3500만 개)가 포함되어 있음을 발견했다. 따라서 이 연구는 의도하지 않은 임신과 질병 전염을 최소화하기 위해 성기 접촉 첫 순간부터 콘돔을 사용할 것을 권장한다. 참고로, 한 연구에서는 1년 이내에 임신한 커플 중 전체 정자 수(사정당)가 2300만 개 이하인 남성 파트너를 포함한 경우는 2.5%에 불과했다. 그러나 관찰된 값의 넓은 범위에 걸쳐 총 정자 수는 (다른 확인된 정액 및 정자 특성과 마찬가지로) 어떤 커플이 임신 위험이 있는지 예측하는 데 약한 힘을 가진다. 그럼에도 불구하고, 이 연구는 일부 남성은 "누출"로 인해 쿠퍼액에 정자가 지속적으로 있을 수 있지만 다른 남성은 그렇지 않을 수 있다는 개념을 도입했다.
마찬가지로, 2016년에 수행된 또 다른 강력한 연구에서는 건강한 남성의 16.7%(42명 중 7명)의 쿠퍼액에서 운동성 정자를 발견했다. 또한, 이 연구는 쿠퍼액 샘플을 건조시켜 진정한 쿠퍼액의 특징인 양치류 모양의 패턴을 드러내어 정액에 의한 정자 오염을 배제하려고 시도했다. 모든 쿠퍼액 샘플은 채취 후 1시간 이내에 검사되었고 건조되었으며, 모든 쿠퍼액 샘플은 진정한 쿠퍼액으로 확인되었다. 사정 후 소변을 보면 요도에 남은 정자가 씻겨나간다는 것이 널리 알려져 있다. 그러나 2011년 3월 연구에서 쿠퍼액에 정자를 생성한 일부 대상자들은 샘플을 채취하기 전에 소변을 보았다(때로는 한 번 이상). 따라서 일부 남성은 이전 사정 없이도 정자가 포함된 쿠퍼액을 배출할 수 있다.

## 장점
질외사정의 장점은 다른 형태의 피임에 반대하거나 접근할 수 없는 사람들이 사용할 수 있다는 것이다. 어떤 사람들은 호르몬 피임약의 잠재적인 부작용을 피하거나 파트너를 "느낄" 수 있는 완전한 경험을 하기 위해 이 방법을 선호한다. 이 방법의 인기가 높은 다른 이유는 남성의 성적 능숙함이 향상된다는 일화, 직접적인 금전적 비용이 없다는 점, 인공적인 장치가 필요 없다는 점, 신체적인 부작용이 없다는 점, 처방전이나 의료 상담 없이도 실행할 수 있다는 점, 그리고 자극에 대한 장벽이 없다는 점이다.

## 단점
자궁내 장치, 호르몬 피임약, 남성 콘돔과 같은 다른 일반적인 가역적 피임 방법과 비교할 때 질외사정은 임신 예방 효과가 떨어진다. 결과적으로 더 효과적인 다른 방법들보다 비용 효율성도 떨어진다. 이 방법 자체는 직접적인 비용이 없지만, 사용자는 출산 또는 낙태의 위험과 비용을 부담할 가능성이 더 높다. 이 방법을 완벽하게 사용하는 모든 커플을 가정한 모델만이 피임 방법으로 질외사정을 선택하는 것과 관련된 비용 절감을 찾는다.
이 방법은 성병 전염 예방에 대체로 효과가 없다. HIV와 같은 성병은 쿠퍼액에 바이러스 입자나 박테리아가 포함될 수 있으며, 이 체액이 점막에 닿으면 파트너에게 감염될 수 있기 때문이다. 그러나 성교 중 교환되는 체액의 양이 줄어들면 병원체의 수가 줄어들어 어떤 방법도 사용하지 않는 것보다 질병 전염 가능성이 낮아질 수 있다.

## 유병률
1990년대 후반에 실시된 설문 조사 데이터에 따르면, 전 세계 가임기 여성의 3%가 질외사정을 주요 피임 방법으로 사용한다. 이 방법의 지역별 인기는 아프리카에서 1%로 낮고 서아시아에서 16%로 높게 나타나는 등 크게 다르다.
미국에서는 2014년 National Survey of Family Growth (NSFG)에 따르면, 생식 연령 여성의 8.1%가 질외사정을 주요 피임 방법으로 사용했다고 보고했다. 이는 2012년에 여성의 4.8%가 질외사정을 가장 효과적인 방법으로 사용했다고 보고한 것보다 크게 증가한 수치이다. 그러나 질외사정을 다른 피임 방법과 함께 또는 교대로 사용할 때, 질외사정을 사용하는 여성의 비율은 2002년 단독 사용의 5%에서 모든 질외사정 사용의 11%로, 그리고 청소년의 경우 2006-2008년 단독 질외사정 사용의 7.1%에서 모든 질외사정 사용의 14.6%로 증가한다.
지난 한 달 동안 질외사정을 한 번이라도 사용했는지 질문했을 때, 여성들의 질외사정 사용은 단독 사용의 13%에서 지난 한 달 동안의 모든 사용의 33%로 증가했다. 이러한 증가는 15세에서 19세 사이의 청소년과 20세에서 24세 사이의 젊은 여성에게서 더욱 두드러진다. 마찬가지로, NSFG는 2002년 지난 3개월 동안 성교 경험이 있는 미혼 남성의 9.8%가 질외사정을 사용했고, 이는 2006-2010년에 14.5%로 증가한 후 2011-2015년에 18.8%로 증가했다고 보고한다. 질외사정 사용은 미혼 남성의 연령과 동거 상태에 따라 달랐지만, 인종이나 민족에 따라서는 달랐다. 질외사정 사용은 연령대가 높아질수록 크게 감소하여 15-19세 남성의 26.2%에서 35-44세 남성의 12%까지 다양했다. 질외사정 사용은 기혼 남성(16.3%)과 동거 남성(13.0%)에 비해 미혼 남성(23.0%)에게서 현저히 높았다.
1998년 터키에서 약 18%의 기혼 남성이 질외사정을 피임 방법으로 사용한다고 보고했다.

## 같이 보기
- 자위행위